# Landes (les)

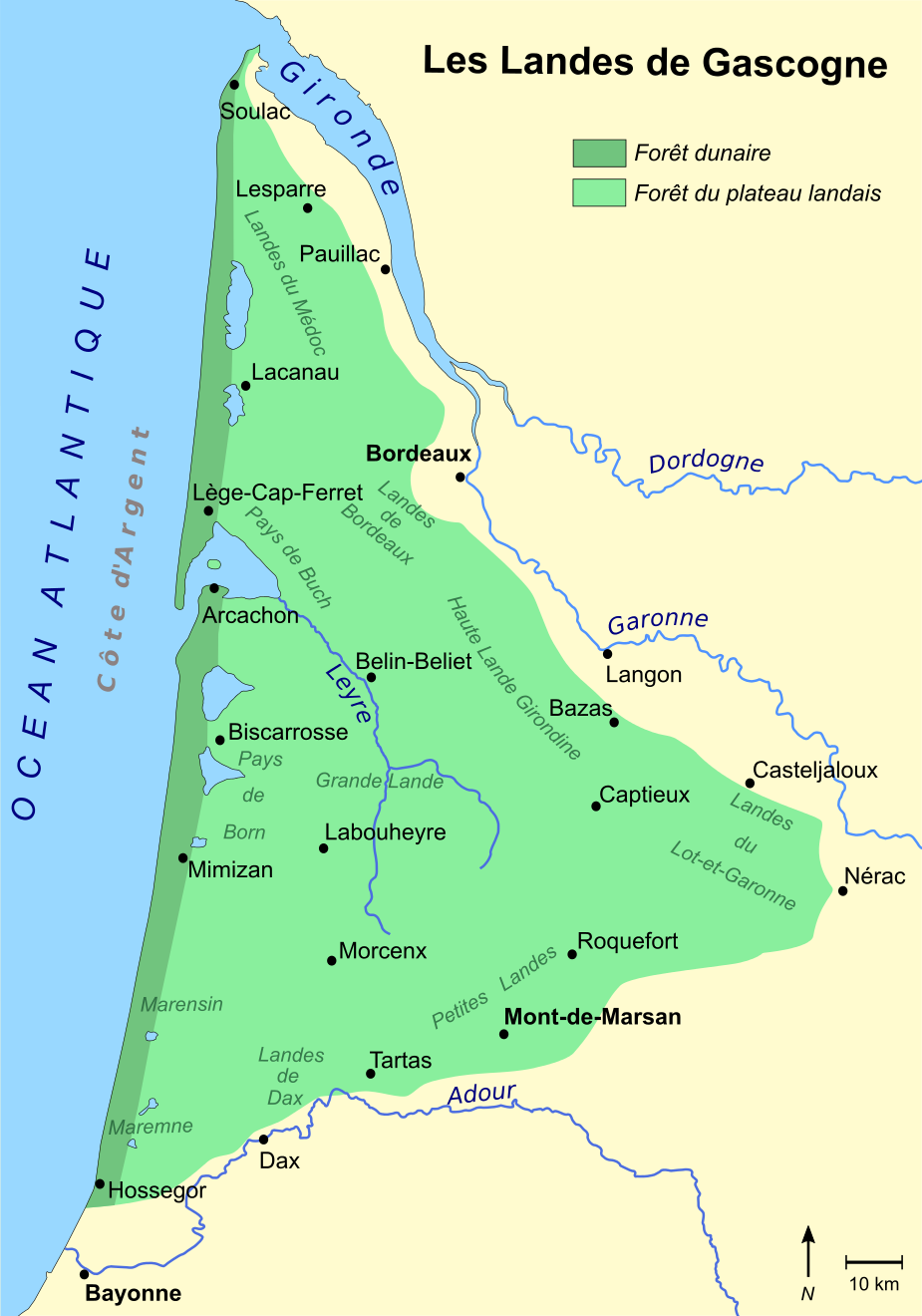
Mapa

Landes (francouzsky Forêt des Landes) je zalesněná oblast na jihozápadě Francie o rozloze okolo 10 000 km². Na západě ji ohraničuje pobřeží Atlantiku Côte d'Argent, na severu je krajním bodem mys Pointe de Grave, na jihu město Soorts-Hossegor a na východě Nérac. Landes leží na území departementů Gironde, Landes (departement) a Lot-et-Garonne a je největší souvislou lesní plochou ve Francii. Krajina je rovinatá, nejvyšší vrchol má 154 metrů nad mořem. Protéká tudy řeka Leyre. Část území byla roku 1970 vyhlášena přírodním parkem.
Většina lesa byla vysazena uměle, tento proces začal v 18. století. Původně tvořila krajinu přímořská rašeliniště; místní obyvatelé, věnující se převážně chovu ovcí, byli známi používáním chůd. Úřady rozhodly zalesnit Landes borovicí přímořskou, která zpevnila písčitou půdu a díky rychlému růstu poskytovala množství dřeva potřebného pro přístavní město Bordeaux. Dne 19. června 1857 byl vydán zákon na podporu zalesňování. Většinu území stále tvoří soukromé lesní plantáže (v gaskoňském nářečí zvané pinhadar), dodávající surovinu k výrobě nábytku, parket a papíru, ze stromů se také získává pryskyřice. Borovice pokrývají asi devět desetin plochy, roste zde také dub letní nebo bříza bělokorá. Suché, horké a větrné klima způsobuje četné lesní požáry: po největším, k němuž došlo v srpnu 1949 a vyžádal si 82 lidských životů, bylo nařízeno zřídit a udržovat síť průseků, zabraňujících šíření ohně. Les Landes také vážně poškodil orkán Klaus v lednu 2009.
François Mauriac umístil do Landeského lesa děj svého románu Tereza Desqueyrouxová.